# The Last Express
The Last Express est un jeu vidéo d'aventure créé par Jordan Mechner et sorti en 1997 sous DOS, Mac OS et Windows. Le jeu a été développé par Smoking Car Productions (en), et édité par Brøderbund et Interplay, puis réédité par Ubi Soft dans la collection Aventure. Le jeu devait sortir sur PlayStation, mais le projet a été annulé.
C'est un jeu d'aventure qui prend place dans l'Orient-Express peu de temps avant le début de la Première Guerre mondiale, et est l'un des rares jeux à se dérouler en temps réel proposant ainsi quarante heures de jeu.

## Synopsis
Le 24 juillet 1914, Robert Cath, un docteur Américain, monte à bord de l'Orient-Express ralliant Paris à Constantinople (aujourd'hui Istanbul). Recherché par toutes les polices françaises, Cath est suspecté de la mort d'un policier Irlandais, et doit rejoindre à bord du train son vieil ami Tyler Whitney, qui souhaite lui montrer un objet très "spécial".
Malchanceux et méfiant, Robert Cath arrive en retard et doit donc monter dans le train en route. Dans la cabine de son ami, il découvre le cadavre de celui-ci, le visage défiguré par des griffures profondes. Il décide alors de se faire passer pour Whitney et de découvrir la vérité sur la mort de son ami. Il va ainsi mettre les pieds dans une affaire mélangeant traitrise, mensonges, conspiration politique, intérêts personnels, romance et meurtre.
Le joueur est ainsi amené à passer un voyage hors du commun à bord du dernier Orient Express de la Belle Époque.

## Histoire

### Préambule
Robert Cath, le héros de The Last Express, se rend en Irlande à la recherche d'un ancien manuscrit. Le 21 juillet 1914, la police irlandaise charge à son hôtel pour y interpeler un activiste de l'IRA. L'arrestation tourne en fusillade entrainant la mort d'un policier, et il doit alors fuir pour éviter d'être arrêté. Avec l'aide de Gerald Reilly, un complice blessé durant la fusillade, il traverse la Manche dans une embarcation de fortune sous la tempête. Son complice décède lors de ce périple mais il débarque finalement à Combray en Bretagne où il devient un fugitif activement recherché. Il se rend ensuite clandestinement à Chartres où il reçoit alors le télégramme d'un vieil ami, Tyler Whitney : celui-ci l'invite à se rendre à Paris Gare de l'Est à 19h le vendredi 24 juillet 1914 et embarquer sur l'Orient-Express afin d'étudier un objet mystérieux.

### Début du jeu
Le 24 juillet 1914, le train Paris - Constantinople est à quai prêt à partir et Tyler Whitney attend son ami. Malheureusement, il ne se présentera jamais et le train part sans lui. Quelques kilomètres après Paris, Robert Cath arrive enfin à moto, aidé par une complice, et monte à bord du train en marche. Il se rend au compartiment de son ami, et le découvre gisant au sol couvert de sang, le visage lacéré. Il décide alors de prendre son identité et de découvrir les circonstances de la mort de son ami. Des indices tels qu'un foulard avec l'initiale « W », un parchemin décrivant un vieux poème russe et une boîte vide pouvant contenir d'antiques objets, lui permettent de commencer ses recherches. Il se débarrasse du cadavre de son ami, le jetant par la fenêtre du train en marche.

### Dernière soirée française
Il rencontre alors August Schmidt et découvre que celui-ci attend de sa part (de celle de Tyler Whitney en réalité) une importante quantité d'or en échange d'une cargaison. La marchandise étant livrée à bord du train à Munich, Robert Cath décide de différer l'échange et attendre de récupérer l'or. Il découvre également l'origine du parchemin grâce à Alexei Dolnikov qui lui fait part d'un conte pour enfant appelé L'Oiseau de feu mais se refuse à le lui traduire. Plus tard, Robert Cath fait la connaissance de Kronos, qui connaît sa véritable identité et qui lui demande à voir l'objet pour lequel ils doivent conclure un marché. Cath, ne sachant pas de quoi il s'agit et ne l'ayant pas en sa possession, promet de réaliser l'échange lorsque celui-ci sera possible. À sa sortie de la voiture privée, Cath demande à Tatiana Obolenskaya de lui traduire le poème russe, qui lui sera rendu le lendemain. Avant le coucher, il subit une altercation dans son compartiment avec Milos Jovanovic, chef d'un groupe de terroristes serbes, qui lui explique que Tyler Whitney travaillait pour eux et devait leur obtenir des armes. Avant de quitter le territoire français, des gendarmes montent à bord du train près d'Epernay, pour contrôler les passagers à la suite de la découverte d'un cadavre le long de la voie (situation arrivant uniquement si le corps a été jeté avant ou après le passage par le pont). Cath parvient à se dissimuler dans un compartiment et évite ainsi le contrôle des gendarmes qui sont contraints de descendre, la frontière allemande approchant.

### Nuit sombre
Pendant son sommeil, Robert Cath fait un cauchemar étrange : il voit son ami Tyler l'invitant à "faire chanter" un œuf. Réveillé, il découvre que son voisin de compartiment, Alexei Dolnikov, fabrique secrètement une bombe dans sa cabine pour attenter à la vie du Comte Obolensky. Ne pouvant rien faire pour le moment, il se rend au compartiment d'Anna Wolff, ayant entendu le son d'une mélodie de violon. Celle-ci l'accueille avec un revolver pour qu'il lui révèle sa véritable identité. Lorsqu'il lui avoue enfin qui il est, le wagon est le théâtre de la folie nocturne du Comte Obolensky qui semble pris de visions. Étant médecin, Robert Cath parvient à calmer sa crise et lui prescrit un traitement à base d'herbes médicinales.

### Matinée allemande
La matinée du 25 juillet 1914 permet à Robert Cath de récupérer le poème traduit et de comprendre la légende de L'Oiseau de feu. Il découvre également que François Boutarel, un jeune garçon très perturbateur, a volé un objet précieux dans sa cabine et parvient à le récupérer : c'est un sifflet en or en forme de scarabée. Robert Cath s'entretient plus tard avec les serbes et découvre un gigantesque trafic à bord du train ayant pour but de fournir des armes aux serbes pour combattre l'envahisseur allemand. Il se refuse à aider les terroristes mais continue de faire croire à August Schmidt qu'il pourra réaliser le paiement. Après Munich, la marchandise est chargée à bord et un étrange inspecteur monte dans le train, mais l'homme d'affaires allemand se fait de plus en plus pressant.

### Après-midi autrichienne
L'après-midi est marqué par l'organisation d'un concert par le riche Kronos, auquel est invité toute l'aristocratie des voyageurs du train, dont Anna Wolff la célèbre violoniste. Lors de ce concert, Robert Cath profite du vide dans le train pour fouiller les cabines des invités et y découvre un passe lui permettant d'ouvrir toutes les portes du train. Dans la chambre d'Anna, il tombe sur une lettre de mission d'agent secret qui ordonne à cette dernière d'enquêter sur un marché d'armes qui pourrait impliquer des terroristes serbes. Il découvre également un œuf d'or caché sous un évier. Celui-ci est en réalité une carte du monde où les grandes capitales mondiales correspondent à des pierres précieuses : Cath observe que ces pierres peuvent être actionnées et libère de l'œuf un oiseau d'or articulé. Le scarabée précédemment récupéré lui permet de déclencher le chant de l'oiseau qui interprète ainsi la chanson de L'Oiseau de feu. Le lien est donc fait avec les documents récupérés sur le lieu du crime et Cath décide de cacher l'œuf, de peur de se faire doubler par Kaina, le serviteur de Kronos. Durant le concert, il découvre une lettre dans la chambre d'August Schmidt lui révélant que celui-ci travaille pour le gouvernement allemand et que ce trafic d'armes est volontairement organisé pour desservir les serbes en armes. L'intrigue prend alors tout son sens : l'Allemagne demande à un de ses agents d'organiser un marché d'armes avec les serbes, et l'Autriche-Hongrie charge un de ses agents de le découvrir dans le but de déclencher une guerre ouverte. Fort de cet élément, il continue et s'infiltre dans les appartements privés de Kronos et lui dérobe l'or en plein concert. Une fois le concert terminé, Cath s'empresse de montrer l'or à August Schmidt afin de lui faire croire que la vente est possible. Kronos, vert de rage, envoie Kaina récupérer l'or et Cath passe proche de la mort. Peu avant Vienne, Cath suit Anna Wolff jusqu'au wagon à bagages et découvre la caisse d'armes. Assailli par la serbe Vesna Savin qui souhaite éliminer les témoins, il survit au combat et laisse fuir son assaillant, sauvant ainsi Anna d'une mort certaine. Les deux compagnons échangent des regards aimants, le train entre en gare de Vienne et Kronos quitte le train avec son argent mais sans l'œuf d'or. Enfin, August Schmidt décide de rester à bord du train pour pouvoir livrer les armes à Belgrade, étant assuré du paiement de celles-ci.

### Soirée hongroise
Le train continue son périple et Robert Cath décide de prévenir les Serbes que les armes sont restées à bord mais qu'il ne possède plus l'or pour les échanger. Après cela, il se rend au compartiment d'Alexei Dolnikov et vole le détonateur de la bombe fabriquée par le russe la nuit passée. La soirée se déroule sans encombre et le héros décide de se coucher paisiblement. Il est réveillé à la suite d'un cauchemar lui révélant qu'Alexei va mourir tué par le Comte Obolensky. Il se précipite dans l'autre wagon lit et découvre que son rêve s'est déjà réalisé et que le jeune russe git sur le lit agonisant, poignardé par le Comte dans un accès de folie. Il lui révèle que le train va exploser, et Cath se rend compte qu'Alexei a fabriqué une autre bombe. Il s'empresse de découvrir l'emplacement de celle-ci et la désamorce, devant l'inspecteur Abbot qui le félicite. Mais Tatiana, terriblement choquée par la mort de son ami et amant ne prononce plus un mot, et sombre dans la folie. Cath se rend au compartiment d'Anna Wolff pour laquelle il éprouve quelques sentiments, et pendant leur entrevue, le train accélère brusquement. Les passagers sont pris en otage par les terroristes serbes qui ont décidé de voler le train avec les armes pour les amener en Serbie sans s'arrêter à la frontière.

### Nuit serbe
Enfermé dans le wagon à bagages, Robert Cath parvient à se libérer. Il doit affronter le terroriste serbe Salko Popivoda en combat singulier pour s'échapper avec Anna Wolff. Les passagers étant enfermés dans le wagon restaurant, il décide de passer par le toit et doit se débarrasser d'Ivo Biskupovic et Vesna Savin afin de libérer les otages. Il comprend alors que le chef des terroristes, Milos Jovanovic, qu'il a aidé en honneur de Tyler, est aux commandes du train. Celui-ci désire passer en Serbie en force pour débarquer les armes. Cath laisse les otages rejoindre leurs compartiments, et discrètement détache les wagons du train pour isoler la locomotive. En effet, il sait que si le train s'arrête en territoire hongrois, les autorités saisiront les armes et accuseront les serbes de ce trafic afin de justifier le déclenchement d'une guerre. August Schmidt s'aperçoit que l'Américain l'a doublé et écume de rage mais Cath lui explique que tout ceci n'est qu'un complot de l'Allemagne et de l'Autriche-Hongrie pour justifier un conflit. Tatiana et le Comte Obolensky restent dans le wagon restaurant et continuent avec la locomotive tandis que les wagons des voyageurs s'arrêtent en territoire Hongrois. Cath se précipite alors à la locomotive pour tenter de convaincre Milos d'abandonner la livraison mais Anna Wolff le tue d'un coup de revolver et en tant qu'agent de l'État autrichien désire stopper le train en Hongrie avant de passer la frontière serbe. Mais Robert Cath ne l'entend pas de cette façon, il sait que cela risquerait de déclencher une guerre, et il demande au chauffeur de train d'accélérer. Le train force alors la barrière de la frontière et entre en Serbie où il est maintenant menacé par les autorités serbes qui souhaitent récupérer les armes. Un train de l'armée serbe poursuit alors ce qu'il reste de l'Orient-Express et les protagonistes sont rabattus sur une vieille voie de chemin de fer désaffectée. L'Orient-Express arrive à toute allure sur un vieux pont, poursuivi par le train d'interception serbe mais le pont cède sous le poids du trans-européen qui parvient malgré tout à passer, stoppant ainsi son poursuivant. Le train peut ensuite entrer en Bulgarie et continuer son parcours en sécurité.

### Le dénouement
À la fin de cette nuit palpitante, Robert Cath rejoint Anna Wolff pour se reposer et il lui avoue son amour. Voyant la fin du voyage arriver, il se résigne à découvrir le meurtrier de Tyler Whitney. Le train traverse la Bulgarie durant la journée qui suit, et le matin du 27 juillet 1914, l'Orient-Express approche de son terminus, Constantinople. Arrivé à destination, Robert Cath décide de rejoindre Anna Wolff pour descendre du train mais il tombe nez à nez avec Kaina et Kronos. Ce dernier le menace de tuer sa compagne si Cath ne lui livre pas l’Oiseau de feu. L'américain s'exécute et va chercher l'œuf d'or et le sifflet scarabée. Désireux de vérifier l'état de fonctionnement de cette œuvre, Kronos demande à Robert Cath d'ouvrir l'œuf. Mais plutôt que de le refermer, celui-ci déclenche le sifflet et l'oiseau change alors de comportement. Au lieu d'entonner la comptine pour enfant, il s'élève et se précipite tous serres dehors sur Kronos et Kaina, leur infligeant des blessures mortelles devant le regard vide du héros américain. L'oiseau et le scarabée s'envolent ensuite dans le ciel ottoman et ne reviendront plus. Robert Cath comprend alors que les mauvaises intentions de Kronos avaient déclenché la fureur de l'oiseau, et que c'est également ce fait qui avait couté la vie à son ami Tyler Whitney. Pendant ce temps, Tatiana se rend dans le compartiment à bagages ; le regard vide, chantant la comptine de L'Oiseau de feu, elle observe la caisse d'armes et comprend que ces dernières n'ont servi à rien d'autre qu'à justifier une guerre. Les prémices de la révolution russe ont eu raison de son amour et Tatiana décide de faire sauter le train pour éviter que cela ne se reproduise ailleurs dans le monde. Robert Cath et Anna Wolff regardent sur le quai l'Orient-Express en flammes et découvrent aux nouvelles que l'Autriche vient de déclarer la guerre à la Serbie. C'est le début de la Première Guerre mondiale, et les deux amoureux doivent s'abandonner sur le quai, séparés par l'appel du devoir.

## Personnages
Un des traits forts de ce jeu réside dans l'attachement aux personnages. Le joueur est immiscé dans la vie du train et de ses voyageurs. Tout au long du jeu, Robert Cath est amené à écouter, espionner et parler avec de nombreux protagonistes qui apportent chacun des éléments clés pour permettre la bonne compréhension des intrigues. Chaque personnage permet également d'aider le joueur à découvrir le contexte historique du début du XXe siècle et améliore ainsi l'immersion dans le jeu.

### Voyageurs de la première voiture-lits
- Vassili Obolensky : Comte Russe, et cousin du Tsar de Russie. Il est un des plus vils partisans du Tsar, impliqué dans la répression de nombreuses contestations révolutionnaires et dans des exécutions de bolchéviques. Il retourne en Russie après des vacances passées avec sa petite fille en France.
- Tatiana Obolenskaya : Petite fille du comte Obolensky. Célèbre danseuse étoile russe, elle accompagne son grand-père dans ce voyage.
- Claude Boutarel : Ingénieur français dans le domaine pétrolier. Il se rend dans les pays arabes avec sa famille pour travailler dans de nouveaux gisements de pétroles.
- Georges Abbot : Inspecteur britannique. Il monte à bord du train à Munich et doit enquêter sur un activiste russe qui pourrait attenter à la vie du Comte Obolensky.
- Madame Boutarel : Bourgeoise française. Elle accompagne son mari en orient avec leur fils.
- François Boutarel : Fils de la famille Boutarel, enfant de 7 ans. Il accompagne ses parents en orient et a pour particularité d'être passionné de sciences et d'être très curieux.
- Sophie de Bretheuil : Noble française. Elle est une reine de beauté et charmée par Mlle Norton, a décidé de parcourir l'Europe avec elle.
- Rebecca Norton : Romancière anglaise. Elle se remet d'une difficile rupture sentimentale et a rencontré Mlle de Bretheuil à Londres où elle a entrepris un voyage à travers l'Europe avec elle. Elle rédige un journal à bord du train contant ce périple.
- Anna Wolff : Violoniste autrichienne. Elle voyage avec Max, son chien de garde, et est en réalité une agent secret autrichienne chargée d'enquêter sur le trafic d'armes qui doit se dérouler à bord du train.
- Milos Jovanovic : Terroriste serbe. Activiste d'une organisation appelée Main Noire, il est à bord du train pour conclure un marché d'armes aidé par Tyler Whitney.
- Vesna Savin : Terroriste serbe. Elle est le bras droit de Milos Jovanovic.
- Ivo Biskupovic : Terroriste serbe. Il est un homme de main de Milos Jovanovic.
- Salko Popivoda : Terroriste serbe. Il est un homme de main de Milos Jovanovic.

### Voyageurs de la deuxième voiture-lits
- Robert Cath : Aventurier et médecin américain passionné de médecine antique. Il doit rencontrer Tyler Whitney à bord du train pour l'aider à étudier un objet exceptionnel. Il possède la particularité de parler de nombreuses langues : anglais, russe, français et allemand.
- Tyler Whitney : Ami américain de Robert Cath. Les deux compères sont en froid depuis une implication dans une révolution à Cuba et ne se sont plus vus depuis. Il est en possession d'un objet ancien exceptionnel qu'il souhaite montrer à Cath pour avoir son expertise.
- Alexei Dolnikov : Anarchiste bolchévique Russe. Sa présence à bord du train est liée à celle de la famille Obolensky car il souhaite défendre son idéologie socialiste face au bras droit du Tsar et fuir en Europe au bras de Tatiana dont il est amoureux depuis qu'il l'a connue lorsqu'ils étaient tous deux enfants.
- August Schmidt : Homme d'affaires allemand. Il est à bord du train pour réaliser une transaction avec Tyler Whitney : de l'or contre des armes. Il est engagé par son gouvernement pour organiser ce trafic d'armes pour ainsi alimenter les terroristes serbes en armes et déclencher la guerre avec l'Autriche-Hongrie.
- Mahmoud Mahkta : Eunuque perse. Il est le garde du corps de quatre femmes faisant partie du harem d'un grand émir perse.

### Voyageurs de la voiture privée
- Prince Kronos : Aristocrate ottoman. Il est un personnage mystérieux, érudit et richissime. Il est à bord du train pour acheter un objet d'art exceptionnel que Tyler Whitney a en sa possession et l'ajouter à sa collection.
- Kaina : Servante de Kronos. Elle possède un passe volé au chef de train pour ouvrir toutes les portes du train.

### Personnel du train
- Jacques Coudert : Contrôleur de train français.
- René Mutins : Contrôleur de train français. Malgré sa maladresse, il a été employé grâce à son oncle et doit prouver sa valeur auprès de celui-ci.
- Monsieur Mutins : Chef de train français. Il annonce les services au wagon restaurant ainsi que les arrêts à chaque gare. Il est l'oncle de René Mutins.
- Pascal : Serveur français. Responsable du service au wagon restaurant.

Le personnel de l'Orient-Express est également constitué de deux serveurs supplémentaires pour assurer les trois repas quotidiens et les collations au wagon salon de thé. Il y a également un cuisinier français, son apprenti et deux conducteurs de train allemands dans la locomotive.

## Système de jeu

### Système et graphisme du jeu
The Last Express est un jeu d'aventure en Point and click, sur des décors immobiles. Le joueur est positionné en première personne et en troisième personne lors des cinématiques ou scènes d'actions afin d'améliorer le réalisme et l'aspect dramatique du jeu. Les graphismes des personnages adoptent un style de bande dessinée tandis que les décors sont fidèlement reproduits grâce à une étude poussée des plans et photographies d'un Orient-Express d'époque. Les animations temps réel de la vie du train sont dynamiques, mais les séquences de dialogues sont en image par image.

### Temps réel
Le jeu se déroule en temps réel accéléré 6 fois, permettant au joueur de suivre le cycle de vie des autres voyageurs. Le jeu se déroule sur trois jours (entre le 24 et le 27 juillet 1914) soit environ 40 heures de vie à bord du train, ce qui offre entre 6 et 7 heures de jeu. Une horloge Œuf permet au joueur de revenir en arrière dans le temps lorsqu'il le souhaite mais également automatiquement lorsqu'il a commis une erreur et est arrêté (le jeu renvoie alors au moment où la mauvaise décision a été prise). La vie des personnages à bord du train étant gérée par le temps, divers évènements se déroulent en parallèle dans le train et le joueur doit se trouver au bon endroit au bon moment pour découvrir certains éléments de l'histoire.

### Actions possibles
Le joueur peut déplacer son personnage, tourner par quart de tour pour observer autour de lui et également zoomer sur certaines zones précises du train. Il possède également la possibilité de saisir des objets, les placer dans un inventaire, les garder en main et de réaliser des actions avec ceux-ci (utiliser, proposer à un personnage, déposer). Enfin, il peut participer à des scènes d'action sous forme d'actions contextuelles, lancer des conversations ou espionner d'autres personnages de manière libre à bord du train. Le jeu permet de réaliser ces actions à différents moments et lieux dans le train de manière réaliste pour que chaque joueur créé son histoire à sa propre manière.

## Développement
Le jeu a été réalisé en rotoscopie, un procédé de transformation de séquences filmées en dessins animés, déjà utilisé auparavant sur d'autres jeux vidéo par Jordan Mechner. La musique a été composée par Elia Cmiral. La production s'est inspirée de Toulouse-Lautrec et des peintres du début du XXe siècle pour déterminer l'apparence unique des personnages du jeu. Le jeu a également mobilisé de nombreux fanatiques des trains de l'époque et des organisations européennes et américaines pour reproduire fidèlement le contexte historique et l'esprit de l'époque. Le scénario final du jeu comporte près de 600 pages de scripts et possède 34 fins alternatives (dont 30 game over et 4 succès).
À signaler qu'en 2010 une adaptation au cinéma par Paul Verhoeven est envisagée.
Une version iOS réalisée par DotEmu sera disponible le 27 septembre 2012.

## Critique
| Publication                         | Note                           |
| ----------------------------------- | ------------------------------ |
| AN Adventure Gamers                 | 4,5/5                          |
| AN GameSpot                         | 7,9/10                         |
| Compilations de plusieurs critiques |                                |
| GameRankings                        | 86 % (basé sur huit critiques) |
| Metacritic                          | 82 % (basé sur huit critiques) |

- « Le double plaisir d'une ambiance cosmopolite et d'une intrigue bien ficelée (…) Le jeu est une réussite. »— Joystick
- « Un scénario captivant qui vous accrochera aux wagons de ce dernier train avant la guerre. »— Le Monde
- «  The Last Express est une aventure palpitante, dotée d’un scénario complexe et intelligent et d’une ambiance parfaitement maîtrisée. (16/20) »— Kenseiden, emunova.net
- « The Last Express est donc un petit chef-d’œuvre dans son genre, graphiquement somptueux, parsemé de rebondissements et d’émotion ; un jeu résolument unique, et c’est ce qui en fait toute la richesse. (18.5/20) »— Makidoo, planete-aventure.net